# Lac du Trouillot
Pour les articles homonymes, voir Trouillot.
Le lac du Trouillot est un petit lac du département du Doubs situé sur la commune des Pontets (25240), au nord du val de Mouthe.

## Présentation
Le lac du Trouillot (ou étang des Pontets) est un lac naturel occupant une petite combe synclinale de l'Hauterivien à 1 000 m d'altitude entre les villages du Crouzet et des Pontets, à 3 km à l'ouest de Mouthe. D'une superficie d'environ 0,5 ha pour 10 m de profondeur, il est entouré de marais et tourbières et n'a pas d'exutoire visible. 
Il n'est alimenté que par les précipitations et les eaux de ruissellement des coteaux voisins. Ses eaux s'infiltrent dans le réseau karstique souterrain et rejoignent le lac de Remoray en aval ou la nappe d'alimentation du Doubs. Ce fonctionnement joue un rôle essentiel dans la régulation des précipitations mais trouve ses limites dans le faible bassin versant du lac,.

## Histoire du site
À la fin de la dernière glaciation, le recul des glaciers a laissé des dépôts morainiques imperméables qui ont favorisé la formation de lacs. L'évolution des bords du lac sous forme de "tremblants" de tourbe a permis la formation d'une vaste tourbière. Elle est bien connue des naturalistes pour sa richesse floristique et faunistique. En particulier, elle abritait une des dernières populations de France de Saxifrage œil-de-bouc.

## Écologie (biodiversité, intérêt écopaysager…)
La flore de la tourbière compte parmi les espèces remarquables l'Andromède à feuilles de polium, la Laîche des bourbiers, l'Œillet superbe, les Droseras à feuilles longues et à feuilles rondes, la Polémoine bleue, la Grassette commune et l'Epipactis des marais. Parmi les papillons fréquentant le site, on trouve le Solitaire, le Fadet des tourbières, le Cuivré de la bistorte et le Damier de la succise.
Trois espèces de libellules remarquables sont présentes : Les Leucorrhines à front blanc et à gros thorax et l'Aeschne subarctique.
Sur la tourbière, on note une dynamique d'envahissement de la population de bouleaux.
En bordure nord du lac, une station de pompage mise en service en 1975 prélève l'eau du lac pour le compte du Syndicat des Combes Derniers qui dessert en particulier le village de Reculfoz. Le périmètre rapproché du captage englobe complètement le lac.
Le lac fait partie du site Ramsar « Tourbières et lacs de la montagne jurassienne » depuis février 2021.

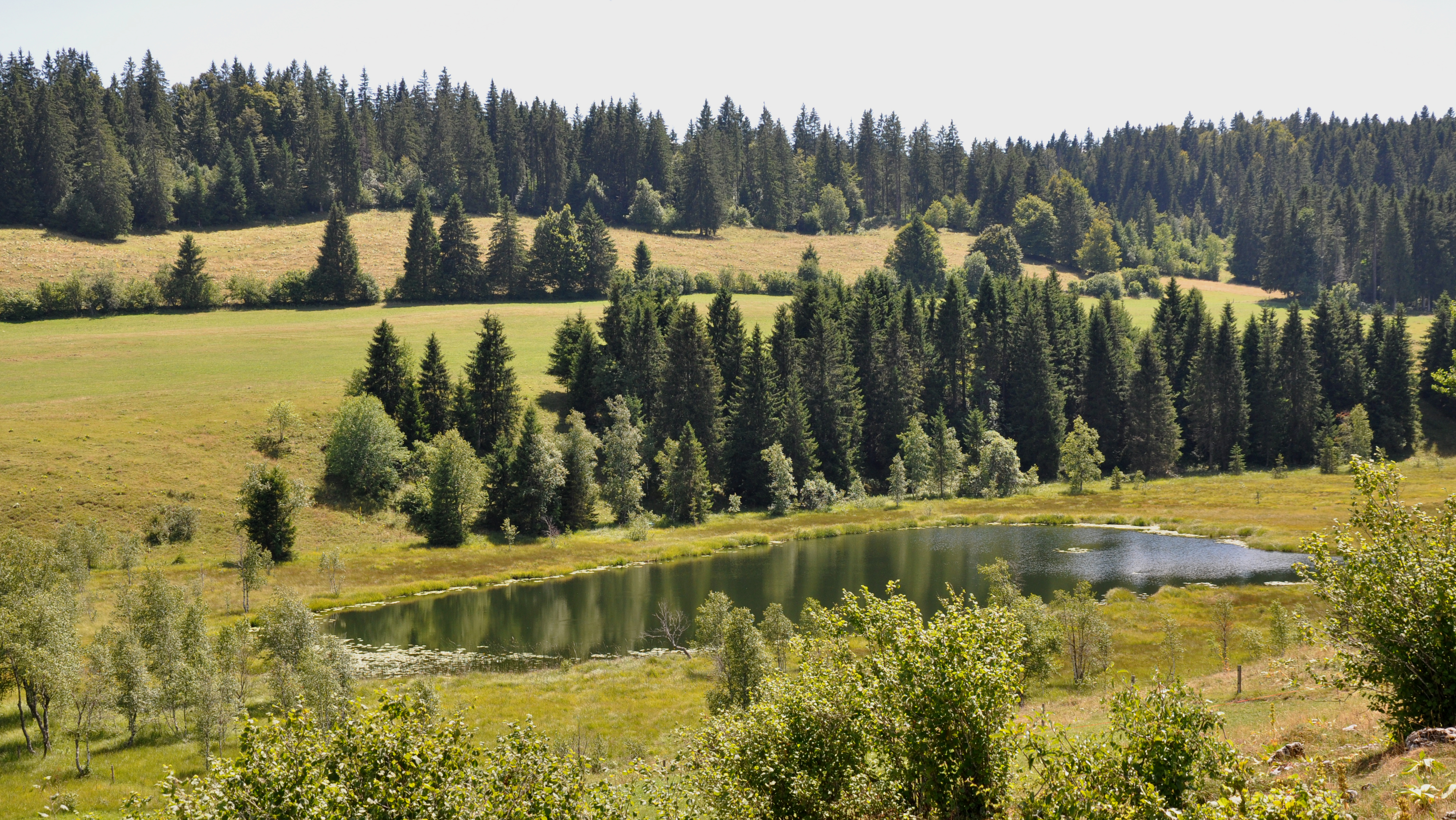
Le lac en été.
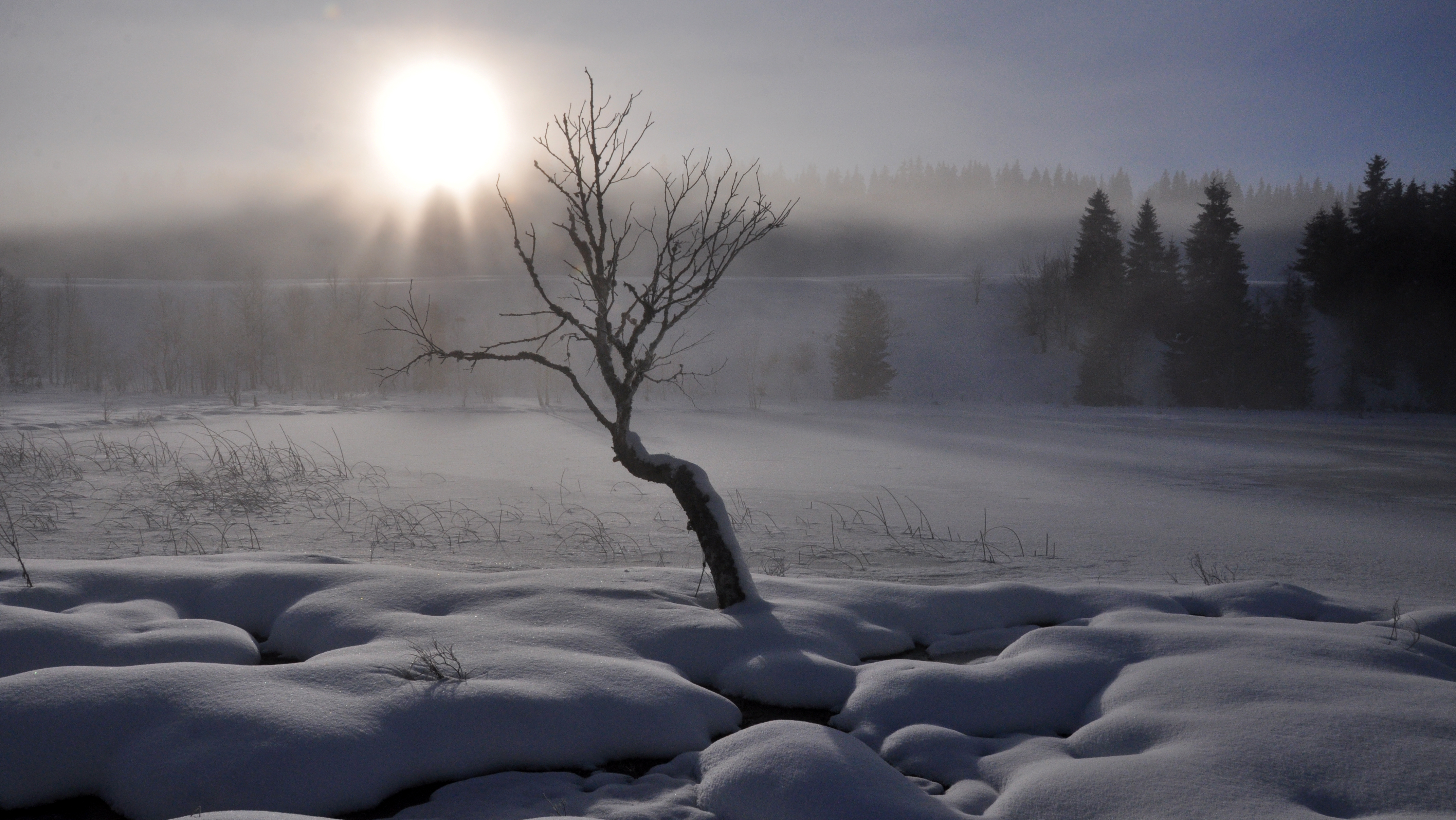
Le lac en hiver.
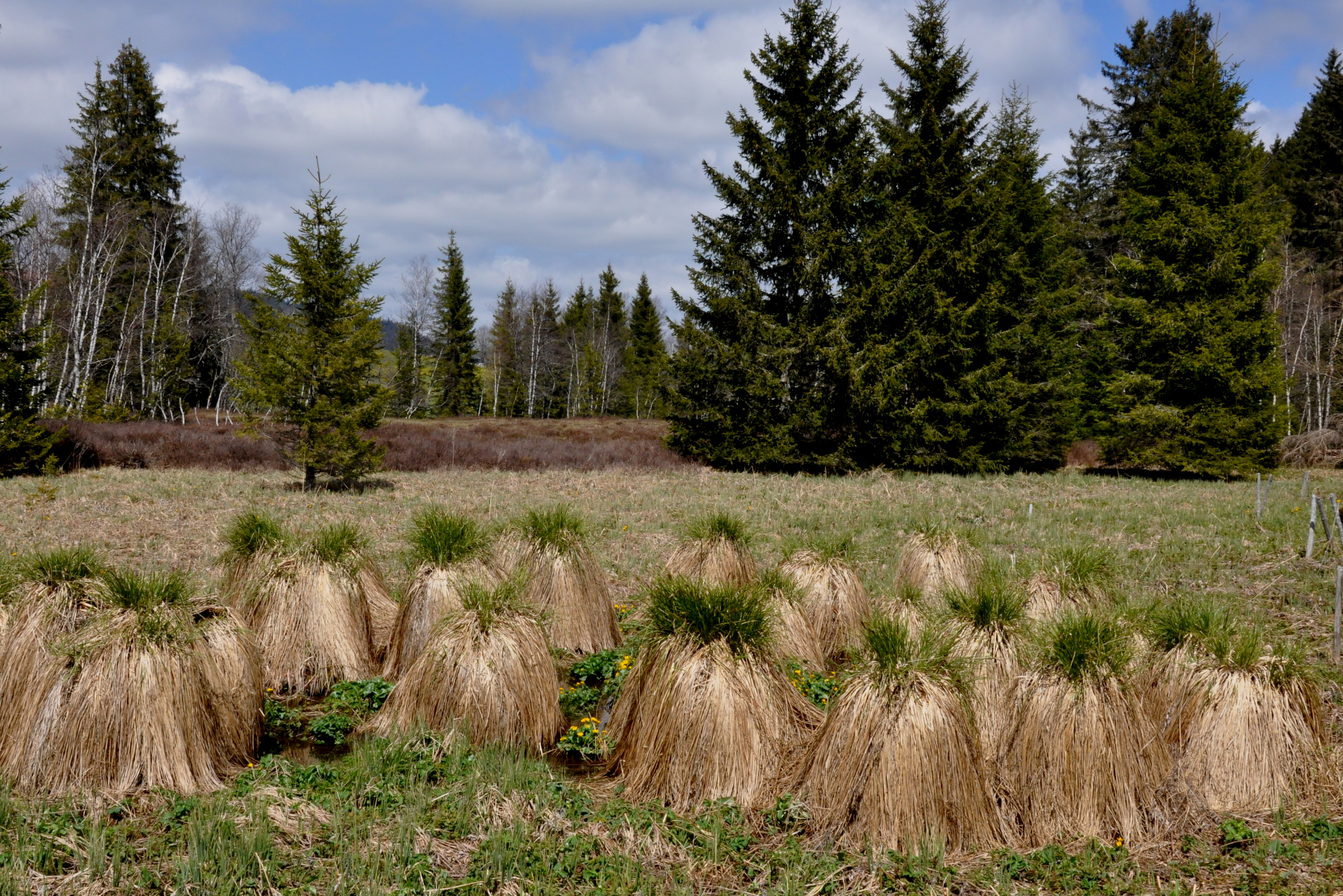
Touradons dans la tourbière.
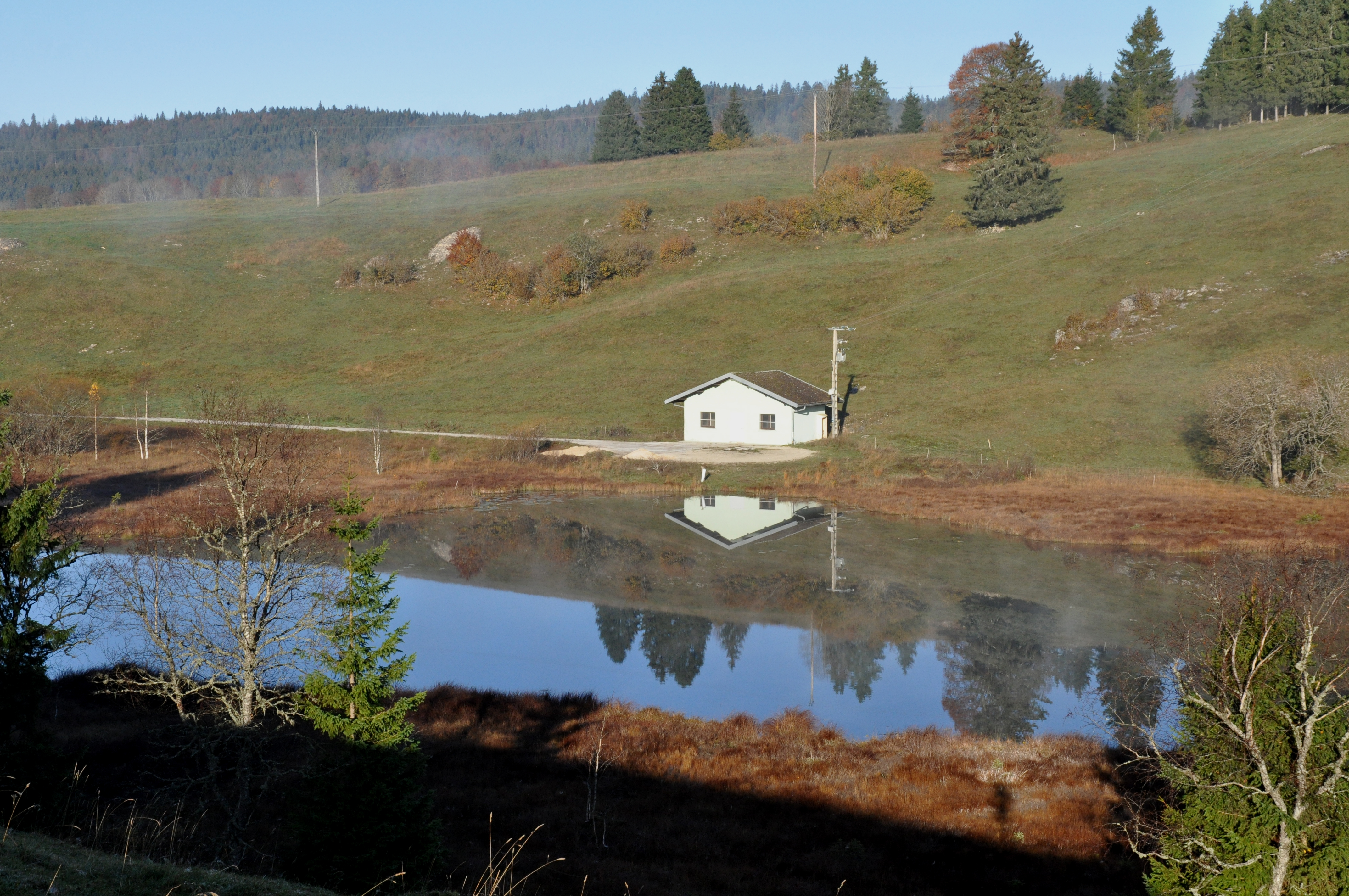
Station de pompage.
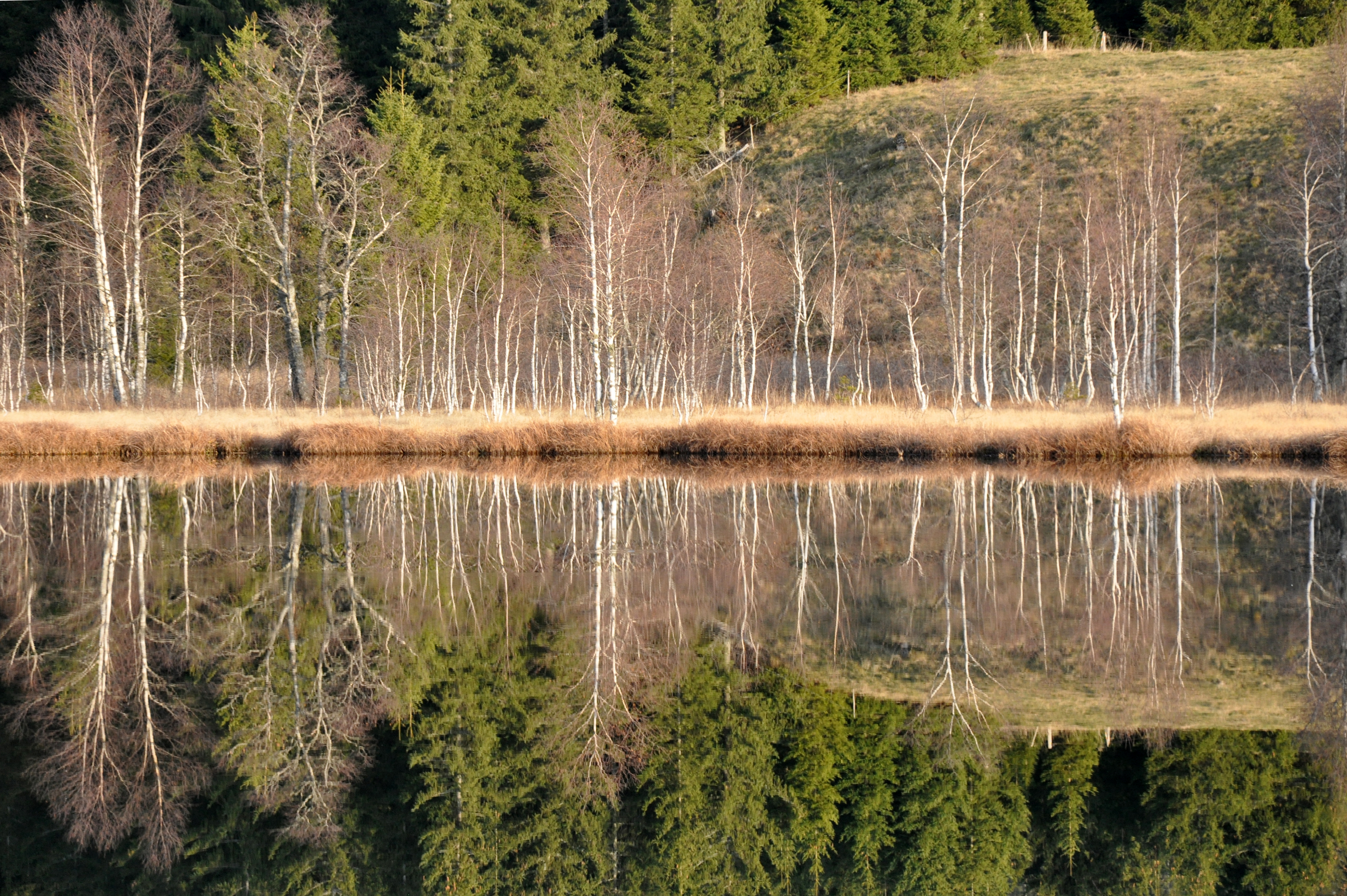
Bouleaux dans la tourbière.
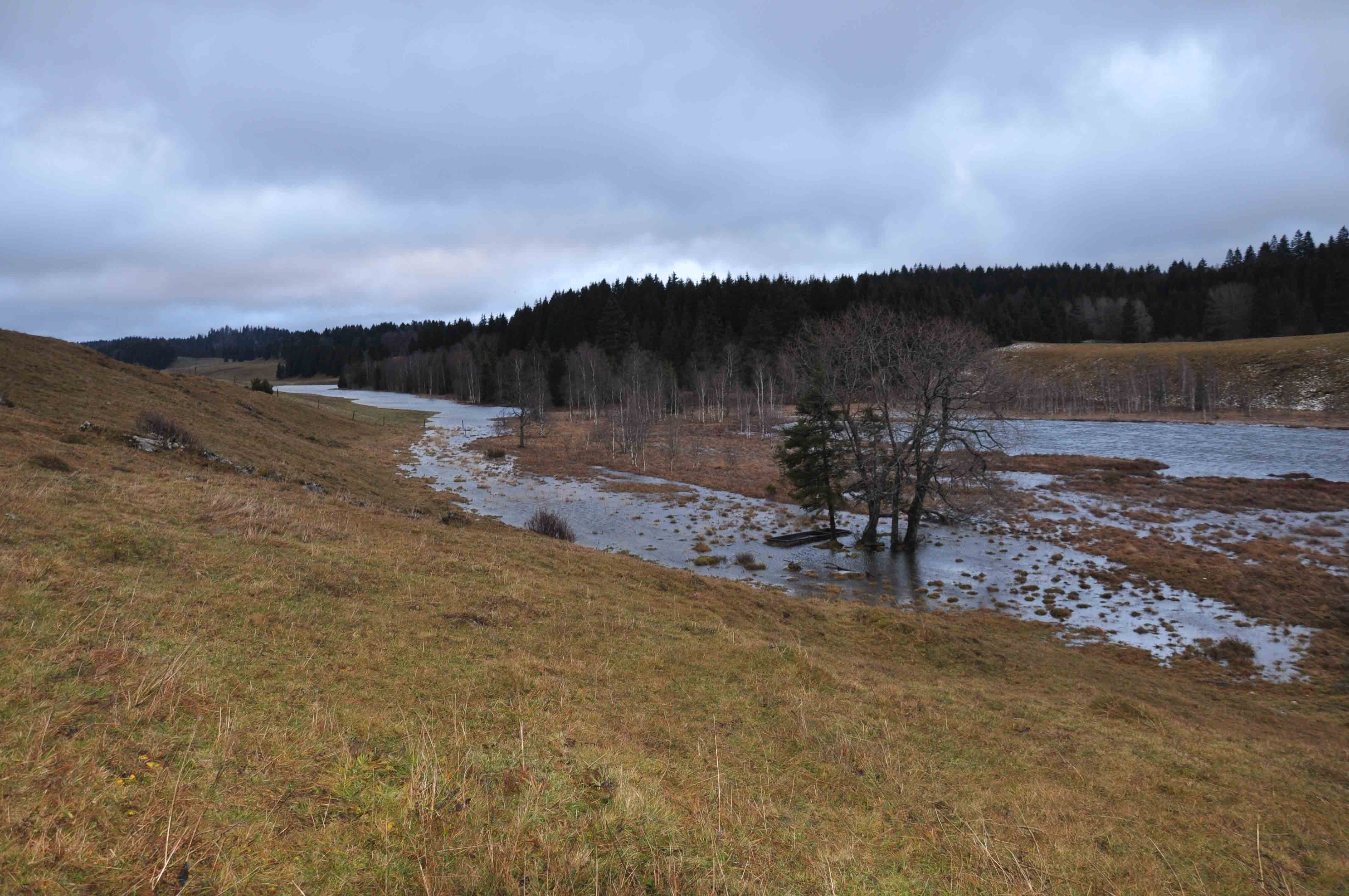
Lac en période de crue.